# Etiuni
Etiuni era una confederazione tribale attestata tra l'altopiano armeno e i monti del Ponto nell'antica età del ferro. Sfortunatamente, non sono state trasmesse fonti primarie autoctone su questa confederazione e tutte le informazioni disponibili sono di provenienza urartea e assira.

## Localizzazione e organizzazione politica
Il territorio anticamente occupato da Etiuni si trovava sull'altopiano armeno, nell'area della piana dell'Ararat situata a nord del fiume Aras e alcuni dei suoi centri sarebbero sorti lungo le sponde del lago di Çıldır e lago Sevan. Pertanto, insisteva su quella che sarebbe diventata la regione storica dell'Ayrarat del successivo regno d'Armenia, oggi inclusa nelle moderne province di Erzurum e Kars in Turchia e con le province di Geġark’ownik’ e Širak in Armenia.
Il sito archeologico di Lchashen, probabilmente corrispondente all'antica città di Ishtikuni, era situato all'interno del suo territorio; viceversa, il sito di Metsamor, vicino alla moderna Taronik, era un importante centro metallurgico durante l'età del ferro. Le fonti urartee suggeriscono che Etiuni confinasse, oltre che con Urartu, con Diaueḫi a ovest, Biani a sud e Kulḫi a nord o nord-ovest. Nonostante l'interpretazione della struttura politica di Etiuni come una confederazione con comuni basi linguistiche e culturali sia ampiamente accettata, l'esatta natura di questa confederazione rimane incerta. Tra i suoi componenti nelle fonti urartee sono elencati:
- Abiliani
- Apuni
- Gulutaḫi
- Iga (noto anche come Igani, Iya e Aia)
- Ishkugul
- Liquini
- Luša
- Katarza
- Kekuni
- Ruishia
- Tiluḫu
- Uelikuni (traslitterato anche come Welikuni)
- Uiṭeruḫi (traslitterato anche come Witeruḫi)

## Storia
Etiuni si era probabilmente formato in seguito alla disgregazione della confederazione di Azzi-Hayasa, presente nell'area durante la tarda età del bronzo. In particolare, in seguito al collasso dell'Impero ittita, l'Impero medio-assiro cercò di affermare la propria egemonia in quella che era stata la sfera influenza della potenza rivale; tuttavia, la successiva fase di crisi restrinse la sfera d'influenza assira alla sola Alta Mesopotamia. Etiuni è spesso presente nelle fonti urartee, in particolare vengono citati i quattro re di Uduri-Etiuni. Tuttavia, l'unico suo sovrano a essere citato per nome è Diaṣuni di Iga (o Iya), anche se sono menzionati altri leader di rango inferiore quali Kapurini di Iga (o Iya), Murini di Abiliani, Murinu di Uelikuni, Sagaputara (o Saga-tur) di Ishkugul, Ṣinalbi di Lueḫi e Rashu di Ruishia.
Nell'845 a.C. Salmanassar III invase Urartu, ottenendo anche la sottomissione di Etiuni. Nell'VIII secolo a.C. i sovrani di Urartu, condussero numerose campagne nei territorio di Etiuni e Diaueḫi, i quali erano ricchi di rame, argento e oro. In particolare, durante la co-reggenza di Ishpuini e di suo figlio Menua, Urartu mise Etiuni sotto tributo, combattendo Katarza e Luša e vantandosi di aver conquistato Liquini e «la potente terra di» Erkuaḫi. Argishtis, figlio di Menua, si spinse in profondità nel territorio di Etiuni, conquistando Apuni, Iga e Luša (di cui fece evirare il sovrano) e prendendo prigionieri molti degli abitanti dell'area. Nelle terre appena conquistate fece costruire la fortezza di Erebuni, stabilendovi una guarnigione di 6600 guerrieri provenienti da «Hatti e Shupria». Tuttavia, sembra che le campagne di Argishtis abbiano provocato a una rivolta che portò al furto dal santuario di Musasir dell'aštiuzi, probabilmente da identificarsi con un idolo. Un testo incompleto, riporta numerose campagne militari urartee in Etiuni condotte nel 740 a.C. da Sarduri II, figlio di Argishtis, che affronto  Diaṣuni di Iga e altri potenti locali.
Tuttavia, Etiuni dovette rimanere una spina nel fianco di Urartu, poiché fonti assire riportano che durante il regno di Rusa I, figlio di Sarduri II, gli Etinei (detti anche «popolo di» Etuna o Etina) si ribellarono tre volte, causando perdite militari e saccheggi in Urartu. Secondo le stesse fonti assire, poi, la conflittualità endemica in Etiuni contribuì alla caduta del regno di Urartu, il cui territorio venne poi annesso al nascente Impero medo.

## Identificazione
Come altre entità politiche limitrofe come Diaueḫi, i Mannei e  Urumu – o Azzi-Hayasa e i Nairi, attestati nella tarda età del bronzo – la confederazione è stata identificata con la cultura Nakhchivan-Kizilveng e con popolazioni di lingua hurro-urartea. Infatti, il termine Iya(ni)/Iga(ni) – menzionato in diversi testi urartei – potrebbe forse essere collegato con il nome Hayasa o con il toponimo Huša(ni), citato dai re urartei Argishtis I e Sarduri II nell'VIII secolo a.C. Tuttavia, non vi è ancora accordo nella comunità scientifica sulla traslitterazione del termine Etiuni (talvolta indicato anche come Etiuḫi, Etiu, Etio) poiché il sistema di scrittura cuneiforme utilizzato per la lingua urartea non possedeva un carattere per designare la laringale "h" (corrispondente ai simboli IPA ḫ e χ), pertanto veniva omesso o indicato con un simbolo apposito. Pertanto Mirjo Salvini si è espresso a favore dell'utilizzo della variante "Etiu", mentre Igor Diakonov ha manifestato una preferenza per "Etiuni", suggerendone una traduzione dall'urarteo "terra/popolo di Etio".

### Ipotesi armena
Sebbene la lingua o le lingue parlate nella confederazione Etiuni siano del tutto sconosciute, si è a lungo pensato che questa entità politica possa aver svolto un ruolo significativo nell'etnogenesi degli armeni. Alcuni studiosi, abbracciando l'ipotesi armena, ritengono che gli armeni fossero originari dell'altopiano armeno o vi ci fossero trasferiti dalle vicine regioni settentrionali o orientali del Caucaso. I fautori di questa ipotesi hanno suggerito la possibilità che parte delle popolazioni di Etiuni e Urartu sarebbe stata costituita da tribù di lingua armeniaca e lingua iranica (come sciti e cimmeri) e hanno cercato supporto alle loro asserzioni appoggiandosi al collegamento avanzato da alcuni archeologi tra Etiuni e la cultura Trialeti-Vanadzor, che si espanse dalla Transcaucasia verso la moderna Turchia nordorientale nella prima metà del II millennio a.C., e con la successiva cultura Lchashen-Metsamor. Nel tentativo di dimostrare questa ipotesi, l'etnografo Armen Petrosyan, citando Igor Diakonoff e Gevorg Jahukyan, ha sostenuto che all'inizio delle parole la "e" urartea corrisponda alla "a" armena, pertanto ha suggerito che "Etio" potesse essere una versione urartea di Hatio (a volte traslitterato come Hattiyo o Hatiyo), molto somigliante all'endonimo armeno hay, da cui deriverebbero il toponimo Hayastan e l'antroponimo  Hayk’. Petrosyan, citando i linguisti del XIX secolo Friedrich Spiegel e Heinrich Kiepert, propose che Hatio derivasse dal termine proto-indoeuropeo *poti, che significa "signore, padrone, marito", e, includendo il suffisso plurale, ha suggerito il seguente sviluppo fonetico: *potiio → *hetiyo → *hatiyo → hay. Più recentemente lo stesso Petrosyan, assieme al linguista Hrach Martirosyan e altri studiosi, ha suggerito etimologie armene per un certo numero di antroponimi, toponimi ed etnonimi associati a Etiuni. Il termine Erkuaḫi è stato accostato al toponimo armeno  erku ("due"), utilizzato per indicare le due vette del monte Ararat, Diaṣuni è stato paragonato al greco Diogene, al tracio Diazenus, al celtico Divogenos e al sanscrito Devaja ed etimologizzato come un antroponimo armeno non attestato che significherebbe "nato da dio", per Ishkugul e il suo principe Sagaputara (noto anche come Saga-tur) sono state proposte etimologie iraniche, mentre "Uduri" è stato associato con la radice proto-indoeuropea per "acqua". Viceversa, il termine aštiuzi sarebbe almeno etimologicamente collegato all'armeno classico Astuats, da cui discende "Astvats", il termine in armeno moderno per "Dio".
Petrosyan ha inoltre sostenuto che una memoria orale di Etiuni possa essere stata tramandata nella cronaca di Mosè di Corene, storiografo del V secolo, il quale sostiene che il re armeno Zarmayr guidò un esercito di "etiopi" in aiuto di Priamo durante la guerra di Troia. Infatti, l'etnografo armeno ha speculato su una confusione nella tradizione storiografica dell'Armenia tardoantica tra i termini "Etio" ed "Etiopia", dato che quest'ultimo è presente nella Bibbia, mentre il re armeno Skayordi andrebbe identificato con Sagaputara di Ishkugul.

### Critiche all'identificazione armena
Il linguista russo Igor Diakonoff ha pesantemente criticato l'identificazione della confederazione di Etiuni con gli armeni, sostenendo come le sue basi linguistiche siano estremamente deboli. Infatti, lo studioso affermerebbe che il collegamento tra il toponimo Etiuni e l'armeno Hay non sarebbe foneticamente sostenibile. In particolare, l'Enciclopedia di Cultura Indo-Europea riporta che: «i proto-armeni secondo Diakonoff, sono dunque un amalgama di hurro-urartei, luvi e muški che portarono la loro lingua indoeuropea verso est attraverso l'Anatolia». Inoltre, i sostenitori dell'identificazione armena rigetterebbero l'ipotesi di un insediamento tardo dei proto-armeni nell'area basandosi un'idea obsoleta di migrazione violenta dei popoli antichi, senza tener conto che altre popolazioni indoeuropee interagirono pacificamente con le popolazioni non-indoeuropee in situ, quali gli ittiti con gli hattici o gli iranici con gli elamiti, mettendo in atto processi di progressiva acculturazione che portarono all'acquisizione di nuovi modelli politici, sociali, culturali e religiosi, portando a un successivo consolidamento di entità politiche meglio organizzate non appena le entità politiche precedenti fossero entrate in crisi aprendo vuoti di potere. Ciò spiegherebbe perché non esista attestazione di un'entità politica prettamente armena prima del VI secolo a.C., in seguito al declino del regno di Urartu, quando prese il potere la dinastia degli Orontidi.